# Babinek, Hạt Gryfino
Babinek [baˈbinɛk] (tiếng Đức: Heinrichsdorf) là một ngôi làng thuộc khu hành chính của Gmina Banie, thuộc hạt Gryfino, West Pomeranian Voivodeship, ở phía tây bắc Ba Lan. Nó nằm khoảng 10 kilômét (6 mi) phía tây Banie, 14 km (9 mi) phía nam Gryfino và 32 km (20 mi) phía nam thủ đô khu vực Szczecin.
Trước năm 1945, khu vực này là một phần của Đức. Đối với lịch sử của khu vực, xem Lịch sử của Pomerania.